# Lista över kristna videospel
Ett kristet tv-spel är ett tv-spel som innehåller teman från kristendomen och överensstämmer med kristna värderingar. Det här är en lista över kristna videospel i ordning efter releasedatum.

## 1980–1989

### 1982
- Bible Scramble Games - TRS-80 färgdator[1]
- The Memory Verse Games - TRS-80 färgdator[1]
- The Quail Game - TRS-80 färgdator[1]
- Moses' Rod - TRS-80 färgdator[1]
- Noah's Ark - TRS-80 färgdator[1]
- The Church Growth Game - TRS-80 färgdator[1]
- Heavenly Mansions - TRS-80 färgdator[1]
- The Exodus Game - TRS-80 färgdator[1]
- Manna from Heaven - TRS-80 färgdator[1]
- The Rapture Game - TRS-80 färgdator[1]
- Daniel & the Lion's Den - TRS-80 färgdator[1]
- Bible Computer Games - TRS-80 färgdator[1]

### 1983
- Bible Computer Games - Texas Instruments TI-99/4A, Timex Sinclair[1]
- Music Machine - Atari 2600
- Bible BASIC: Bible Games for Personal Computers - Apple II, TRS-80, Atari 8-bit, Commodore VIC-20, Commodore 64
- Red Sea Crossing - Atari 2600

### 1984
- Jericho Road - Sinclair Spectrum 48K, Acorn Electron
- Galilee - Sinclair Spectrum 48K
- Bible Computer Games - CP/M, Commodore VIC-20, Commodore 64, Apple IIe[1]
- Computer Bible Games - Book 1 - Texas Instruments TI-99/4A, Timex Sinclair, TRS-80 färgdator
- Right Again - Commodore 64, Apple II

### 1986
- Bible Computer Games - BibleBytes & PC Enterprises - DOS[1]

## 1990–1999

### 1991
- Bible Adventures - NES
- Exodus: Journey to the Promised Land - NES
- King of Kings: The Early Years - NES

### 1992
- Bible Builder - DOS
- Exodus: Journey to the Promised Land - DOS, Game Boy
- Joshua & the Battle of Jericho - NES
- Noah's Ark - NES
- Spiritual Warfare - NES
- Onesimus: A Quest for Freedom - DOS
- Defender of the Faith: The Adventures of David - DOS

### 1993
- Exodus: Journey to the Promised Land - Sega Mega Drive
- Bible Buffet - NES

### 1994
- Captain Bible in Dome of Darkness - DOS
- King James Bible - Game Boy
- Spiritual Warfare - Game Boy
- Spiritual Warfare - Sega Mega Drive
- Super 3D Noah's Ark - DOS, SNES

### 1995
- Sunday Funday - NES
- Bible Adventures - Sega Mega Drive

### 1996
- Best of Bible Study and Games - DOS, Windows[2]
- NIV Bible & the 20 Lost Levels of Joshua - Game Boy

### 1998
- Heaven Quest - Windows

### 1999
- The War in Heaven - Windows
- Saints of Virtue - Windows

## 2000–2009

### 2000
- Catechumen - Windows
- Bible Touchdown - Windows
- Desafios da Biblia - Windows
- Children's Bible Stories - Windows

### 2001
- Ominous Horizons: A Paladin's Calling - Windows
- Nacah - Windows

### 2002
- Stronghold: Crusader - Windows
- Veggietales: Mystery of veggie Island - Windows
- VeggieTales: Veggie Carnival - Windows

### 2003
- Isles of Derek - Windows
- Redemption: Victory at Hebron - Windows
- Eternal War: Shadows of Light - Windows
- Bongo Loves the Bible - Windows
- Galilee Flyer - Windows
- Joseph's Story - Windows
- Victory at Hebron - Windows
- VeggieTales Creative City - Windows

### 2004
- The Walls of Jericho - Windows
- VeggieTales: Minnesota Cuke and the Coconut Apes - Windows

### 2005
- Dance Praise - Windows, Mac
- The Bible Game - PlayStation 2, Game Boy Advance, Xbox
- Adventures in Odyssey and the Great Escape - Windows, Mac
- Adventures in Odyssey and the Treasure of the Incas - Windows, Mac
- Light Rangers: Mending the Maniac Madness - Windows, Mac
- The Chronicles of Narnia: The Lion, the Witch and the Wardrobe - PlayStation 2

### 2006
- Left Behind: Eternal Forces - Windows
- LarryBoy and the Bad Apple - PlayStation 2, Game Boy Advance
- Timothy and Titus - Windows
- Axys Adventures: Truth Seeker - Windows
- Deliverance Moses in Pharaoh's courts - Windows

### 2007
- Dance Praise 2: The ReMix - Windows, Mac
- Left Behind: Tribulation Forces - Windows
- Charlie Church Mouse: Early Elementary - Windows
- Charlie Church Mouse: Kindergarten - Windows
- Charlie Church Mouse: Preschool - Windows
- Veg-Out! Family Tournament - Game Wave Family Entertainment System

### 2008
- Guitar Praise - Windows, Mac
- Adventures in Odyssey and the Sword of the Spirit - Windows, Mac
- Tomb of Moses - Windows
- Attack of the Sunday School Zombies - Windows
- Faith Through the Roof - Windows
- 5 Loaves, 2 Fishes - Windows
- The Chronicles of Narnia: Prince Caspian (videospel) - PlayStation 2

### 2009
- Adam's Venture - Windows

## 2010–2019

### 2010
- Left Behind 3: Rise of the Antichrist - Windows
- Testament - Windows

### 2011
- The Story of Noah's Ark - Nintendo DS
- Left Behind 4: World at War - Windows
- The Pilgrim's Progress - Windows
- Praise Champion - Windows

### 2012
- Bible Trivia: Avatar Edition - Xbox 360
- Charlie Church Mouse 3D Bible Adventures - Windows, iOS
- GLOW: Guardian Light Of the World - Windows, Android
- Journey of Jesus: The Calling - Webbläsare
- Praise Champion 2 - Windows

### 2013
- Jesus Christ RPG - Windows
- Baby Jesus Christ RPG - Windows
- Rise Jesus Christ RPG - Windows

### 2014
- The Great Bible Race - Windows, Mac
- Bible ABCs for Kids - iOS, Android
- King Solomon's Word Challenge - Windows
- Super Bible Trivia - Windows

### 2015
- Stained Glass - iOS
- Buddy Quest - Windows, Android, iOS
- Five: Guardians of David - Windows
- Noah's Bunny Problem - iOS, Android
- Adam's Venture: Chronicles - PlayStation 3
- All Aboard the Ark - Android
- Dungeon Run Black Roost Keep - iOS

### 2016
- G Prime: Into the Rain - Xbox One
- That Dragon, Cancer - Windows, Mac, Linux, iOS, Android, Ouya
- Sheep Master - iOS, Android
- Heroes of Issachar - Windows, Mac
- FIVE: Champions of Canaan - Windows
- Adam's Venture: Origins - Windows, Xbox One, PlayStation 4

### 2017
- Noah's Elephant in the Room - iOS, Android
- Lightgliders - iOS, Android, Windows, Webbläsare
- Bible Gems - Android
- Bible Crush - Android
- Superbook Bible Trivia Game - iOS, Android

### 2018
- Alpha/Omega: The Christian RPG - Windows, Mac, Linux, Android
- Pangolin's Puzzle - iOS, Android
- NIMCOR3: RPG - Windows

### 2019
- To Light: Ex Umbra - Windows, Mac
- Airship Genesis: Pathway to Jesus - iOS, Android
- The Secrets of Jesus - Windows, Linux

## 2020–nutid

### 2020
- Lucifer - Paradise Lost - Windows
- Adam's Venture: Origins - Nintendo Switch
- LOGOS Bible Video Game - Windows, Mac, Linux[3]

### 2021
- Our Church and Halloween RPG series - PlayStation 4
- Life Academy: Jesus in the Matrix, RPG - Windows
- Life Academy: ArtCity, RPG - Windows
- Bible Quest: Prosperity - Windows